# Julián Andrés Quiñones
Julián Andrés Quiñones Quiñones (Magüí Payán, Nariño, Colombia; 24 de marzo de 1997), conocido simplemente como Julián Quiñones, es un futbolista profesional colombiano naturalizado mexicano, que juega como centrodelantero y como extremo, y que actualmente milita en el Al-Qadisiyah Football Club de la Saudi Pro League.

## Trayectoria

### Fútbol Paz F. C.
Debutó con el club de Cali, en la categoría juvenil anotando cincuenta goles en treintaiocho partidos durante la temporada 2014-15.

### Tigres B
Llega al equipo a la categoría sub-20 de los Tigres B para formar parte de la plantilla que disputaría el Torneo Apertura 2015 de la categoría, en el cual registró quince goles en diecisiete partidos.

### Venados F. C.
Llega al equipo proveniente de los Tigres de la UANL en la categoría sub-20, en calidad de préstamo.
Debutó en la Copa México el 19 de enero del 2016 marcando un doblete al Cruz Azul. El 5 de febrero volvió a marcar doblete por el Clausura 2016 en la goleada por 5 a 1 sobre Fútbol Club Juárez.

### Lobos de la BUAP
El 7 de junio es confirmada su cesión a los recién ascendidos Lobos de la BUAP de la Primera División de México. En su debut el 22 de julio marca gol para el empate a dos goles frente al Santos Laguna por la primera fecha de la liga. Su primer doblete como profesional lo marca el 19 de agosto en la derrota por 2 a 3 como locales frente al Club América. Vuelta a marcar doblete el 10 de febrero de 2018 en la victoria por 3 a 1 sobre el Atlas de Guadalajara.
Concluyó su trayectoria en el equipo siendo el máximo goleador histórico del club en Primera División.

### Tigres de la UANL
El 7 de junio del 2018 es confirmado su regreso a los Tigres de la UANL, tras finalizar su préstamo con los Lobos de la BUAP. Su primer gol con el club lo marca el 26 de septiembre en la goleada por 4 a 0 sobre el Club Puebla por la Copa México. Marca su primer doblete el 27 de octubre en el empate a dos goles frente a su ex equipo: Lobos de la BUAP.
El 5 de marzo marca su primer gol internacional en la victoria por 2 a 0 en su visita al Houston Dynamo en Estados Unidos por la Liga de Campeones de la Concacaf 2019. El 16 de marzo marca doblete en la goleada por 4 a 1 sobre Querétaro FC. El 6 de abril marca los dos goles de la victoria por 2 a 0 sobre Universidad Nacional.

### Atlas de Guadalajara
El 7 de julio de 2021, se anunció su fichaje por el Atlas Fútbol Club, con el cual jugó 78 partidos –anotando 32 goles– los cuales le dieron al equipo atlista un bicampeonato, el primero de su historia. El 1 de julio de 2023, se anunció su salida del equipo. El mismo día, en el estadio Jalisco, previo al partido contra el Cruz Azul, se le rindió homenaje por parte de la afición.

### Club América
El 3 de julio de 2023 el Club América, a través de redes sociales, anunció su fichaje; dándole el dorsal 33 que le fue cedido por Luis Malagón. Doce días después jugó su primer partido y marcó su primera diana enfrentando al Club Puebla, partido que culminó en una victoria por 3 a 0 del equipo de Coapa.

### Al-Qadisiyah
El 20 de junio de 2024, en plena disputa de la Copa América 2024, se anunció su fichaje hacia el club saudí Al-Qadisiyah por más de dieciséis millones de dólares, con vigencia contractual hasta el 2028. Sería apenas el segundo jugador mexicano en disputar la liga de Arabia Saudita. Así mismo su fichaje se convertiría en la venta más cara de la Liga MX y a su vez la venta más cara de la liga mexicana hacia un club no europeo.

## Selección nacional

### Colombia

#### Sub-20
Fue convocado por la selección colombiana sub-20 para disputar el Campeonato Sudamericano de Fútbol Sub-20 de 2017 en Ecuador. También ganó el oro con la sub-21 de Colombia en los Juegos Centroamericanos y del Caribe que se disputaron en Barranquilla durante 2018.

### Participaciones en juveniles
| Competición                               | Sede         | Resultado  | Partidos | Goles |
| ----------------------------------------- | ------------ | ---------- | -------- | ----- |
| Campeonato Sudamericano Sub-20 de 2017    | Ecuador      | Fase final | 8        | 0     |
| Juegos Centroamericanos y del Caribe 2018 | Barranquilla | Campeones  | 5        | 4     |

#### Absoluta
En mayo de 2023, recibió la citación por parte de Colombia para disputar la fecha FIFA de junio, sin embargo, rechazó el llamado para poder ser considerado por México, pues su proceso de naturalización estaba próximo a finalizar.

### México

#### Absoluta
El 11 de octubre de 2023 Quiñones recibió oficialmente la nacionalidad mexicana. El jugador, nacido en Colombia, compartió en redes sociales la constancia de naturalización que le entregó el gobierno de México, que lo volvió elegible para jugar con la selección. Según la prensa, nueve días después la FIFA dio el visto bueno para que el magüireño se incorporara al cuadro mexicano.
El 9 de noviembre de 2023 la FMF publicó un vídeo donde se le dio la bienvenida a Quiñones como seleccionado nacional previo a los partidos en contra de la selección de Honduras para los cuartos de final de la Liga de Naciones de la Concacaf.Horas después se confirmó su presencia en la convocatoria para enfrentar a Honduras. El 17 de noviembre debutó en la derrota por 2 a 0 del combinado tricolor ante los catrachos, convirtiéndose en el vigésimo primer naturalizado, y primer colombiano, en jugar con México.

## Estadísticas
Actualizado al último partido disputado el 21 de febrero de 2025.
| Club                              | Div.          | Temporada     | Liga  | Liga  | Liga   | Copas nacionales | Copas nacionales | Copas nacionales | Torneos internacionales | Torneos internacionales | Torneos internacionales | Total | Total | Total  | Media goleadora |
| Club                              | Div.          | Temporada     | Part. | Goles | Asist. | Part.            | Goles            | Asist.           | Part.                   | Goles                   | Asist.                  | Part. | Goles | Asist. | Media goleadora |
| --------------------------------- | ------------- | ------------- | ----- | ----- | ------ | ---------------- | ---------------- | ---------------- | ----------------------- | ----------------------- | ----------------------- | ----- | ----- | ------ | --------------- |
| Venados F. C. · México            | 2.ª           | 2016          | 14    | 3     | 0      | 6                | 3                | 0                | —                       | —                       | —                       | 20    | 6     | 0      | 0.3             |
| Venados F. C. · México            | Total club    | Total club    | 14    | 3     | 0      | 6                | 3                | 0                | 0                       | 0                       | 0                       | 20    | 6     | 0      | 0.3             |
| Tigres de la UANL · México        | 1.ª           | 2016-17       | 5     | 0     | 1      | —                | —                | —                | 3                       | 1                       | 0                       | 8     | 1     | 1      | 0.1             |
| Tigres de la UANL · México        | 1.ª           | 2018-19       | 25    | 6     | 2      | 4                | 1                | 2                | 6                       | 2                       | 2                       | 35    | 9     | 6      | 0.26            |
| Tigres de la UANL · México        | 1.ª           | 2019-20       | 3     | 0     | 0      | —                | —                | —                | 3                       | 0                       | 0                       | 6     | 0     | 0      | 0               |
| Tigres de la UANL · México        | 1.ª           | 2020-21       | 23    | 2     | 1      | —                | —                | —                | —                       | —                       | —                       | 23    | 2     | 1      | 0.09            |
| Tigres de la UANL · México        | Total club    | Total club    | 56    | 8     | 4      | 4                | 1                | 2                | 12                      | 3                       | 2                       | 72    | 12    | 8      | 0.17            |
| Lobos de la BUAP · México         | 1.ª           | 2017-18       | 28    | 16    | 2      | —                | —                | —                | —                       | —                       | —                       | 28    | 16    | 2      | 0.61            |
| Lobos de la BUAP · México         | Total club    | Total club    | 28    | 16    | 2      | 0                | 0                | 0                | 0                       | 0                       | 0                       | 28    | 16    | 2      | 0.61            |
| Atlas F. C. · México              | 1.ª           | 2021-22       | 43    | 14    | 9      | 1                | 1                | 0                | —                       | —                       | —                       | 44    | 15    | 9      | 0.34            |
| Atlas F. C. · México              | 1.ª           | 2022-23       | 35    | 18    | 2      | —                | —                | —                | 3                       | 3                       | 1                       | 38    | 21    | 3      | 0.55            |
| Atlas F. C. · México              | Total club    | Total club    | 78    | 32    | 11     | 1                | 1                | 0                | 3                       | 3                       | 1                       | 82    | 36    | 12     | 0.44            |
| América · México                  | 1.ª           | 2023-24       | 41    | 18    | 7      | —                | —                | —                | 11                      | 5                       | 3                       | 52    | 23    | 10     | 0.44            |
| América · México                  | Total club    | Total club    | 41    | 18    | 7      | 0                | 0                | 0                | 11                      | 5                       | 3                       | 52    | 23    | 10     | 0.44            |
| Al-Qadisiyah F. C. Arabia Saudita | 1.ª           | 2024-25       | 18    | 14    | 4      | 3                | 5                | 3                | —                       | —                       | —                       | 21    | 19    | 7      | 0.9             |
| Al-Qadisiyah F. C. Arabia Saudita | Total club    | Total club    | 18    | 14    | 4      | 3                | 5                | 3                | 0                       | 0                       | 0                       | 21    | 19    | 7      | 0.9             |
| Total carrera                     | Total carrera | Total carrera | 235   | 91    | 28     | 14               | 10               | 5                | 26                      | 11                      | 5                       | 275   | 112   | 38     | 0.41            |

### Resumen estadístico
| Competición                   | Partidos | Goles | Promedio | Asistencias | G+A | Promedio G+A |
| ----------------------------- | -------- | ----- | -------- | ----------- | --- | ------------ |
| Primera División de México    | 203      | 74    | 0.36     | 24          | 98  | 0.48         |
| Liga de Ascenso de México     | 14       | 3     | 0.21     | 0           | 3   | 0.21         |
| Primera División de Arabia    | 8        | 4     | 0.50     | 2           | 6   | 0.75         |
| Competiciones coperas         | 13       | 9     | 0.69     | 3           | 12  | 0.92         |
| Competiciones internacionales | 26       | 11    | 0.42     | 5           | 16  | 0.61         |
| Selección de Colombia Sub-20  | 8        | 0     | 0        | 1           | 1   | 0.12         |
| Selección de Colombia Sub-21  | 5        | 4     | 0.80     | 0           | 4   | 0.80         |
| Selección de México           | 9        | 2     | 0.22     | 0           | 2   | 0.22         |
| Total                         | 286      | 107   | 0.37     | 35          | 142 | 0.49         |

## Palmarés

### Títulos nacionales
| Título               | Equipo      | País   | Año     |
| -------------------- | ----------- | ------ | ------- |
| Campeón de Campeones | Tigres UANL | México | 2016    |
| Liga MX              | Tigres UANL | México | 2016    |
| Campeón de Campeones | Tigres UANL | México | 2018    |
| Liga MX              | Tigres UANL | México | 2019    |
| Liga MX              | Atlas       | México | 2021    |
| Liga MX              | Atlas       | México | 2022    |
| Campeón de Campeones | Atlas       | México | 2021-22 |
| Liga MX              | América     | México | 2023    |
| Liga MX              | América     | México | 2024    |
| Campeón de Campeones | América     | México | 2023-24 |

### Títulos internacionales
| Título                               | Equipo                        | Sede                   | Año  |
| ------------------------------------ | ----------------------------- | ---------------------- | ---- |
| Juegos Centroamericanos y del Caribe | Selección Colombia Sub-21     | Barranquilla           | 2018 |
| Liga de Campeones                    | Tigres UANL                   | Orlando                | 2020 |
| Liga de Naciones de la Concacaf      | Selección de fútbol de México | Concacaf               | 2025 |
| Copa de Oro de la Concacaf           | Selección de fútbol de México | Estados Unidos- Canadá | 2025 |

### Distinciones individuales
| Distinción                                                     | Año  |
| -------------------------------------------------------------- | ---- |
| Goleador de los Juegos Centroamericanos y del Caribe (4 goles) | 2018 |
| Balón de Oro al Mejor Medio Ofensivo de la Liga MX             | 2022 |
| Liga MX All Star                                               | 2022 |